# Luis Larrea Alba
Luis Alberto Larrea Alba (Pasaje, 25 de octubre de 1894 - Quito, 17 de abril de 1979), fue un militar y político ecuatoriano que fue encargado del poder ejecutivo del 24 de agosto de 1931, hasta el 15 de octubre del mismo año.

## Biografía
Nació el 25 de octubre de 1984 en Pasaje, hijo de Tomás Larrea Campi y de Sabina Alba Cruz.
Desde temprana edad sintió el llamado de su vocación militar, por lo que al terminar sus primeros estudios, el 30 de octubre de 1911 ingresó al Ejército Nacional.
Fue diputado a la Asamblea Constituyente de 1929 por la provincia de El Oro y Ministro de Gobierno del presidente Isidro Ayora.
En esas funciones se hizo cargo del poder ejecutivo cuando Isidro Ayora renunció el 24 de agosto de 1531.
El principal problema del nuevo régimen era el económico: la caja fiscal mostraba un claro déficit presupuestario y las deudas a pagar se multiplicaban.
Pidió al Congreso facultades extraordinarias para resolver la crisis económica que fue rechazada por el poder legislativo. Quiso Larrea Alba asumir la dictadura e intentó disolver el Parlamento pero se encontró con la oposición de varios batallones militares y prefiriendo evitar un derramamiento de sangre en una guerra civil entre elementos militares renunció al mando el 15 de octubre de 1931.
Fue sucedido por el expresidente Alfredo Baquerizo Moreno.
En 1944, como dirigente de la Alianza Democrática Ecuatoriana, fue parte de la Revolución del 28 de mayo, encabezando la Junta revolucionaria de Guayaquil que derrocó al presidente Carlos Arroyo del Río.
Falleció el 17 de abril de 1979 en Quito.

## Sucesión
| Predecesor: Isidro Ayora          | Encargado del Poder Ejecutivo de la República del Ecuador 24 de agosto de 1931 - 15 de octubre de 1931              | Sucesor: Alfredo Baquerizo Moreno (encargado) |
| Predecesor: Carlos Arroyo del Río | Miembro de la Junta Provisional de Gobierno del Ecuador (Gobierno de Facto) 28 de mayo de 1944 - 1 de junio de 1944 | Sucesor: José María Velasco Ibarra (de facto) |